# 北陸方言
北陸方言（ほくりくほうげん）とは、新潟県の佐渡島と糸魚川市旧青海町、富山県、石川県、福井県嶺北地方で話される日本語の方言である。西日本方言に属する。
文法は全般に西日本的だが、音韻体系の一部は裏日本的で東北方言や出雲方言との共通点がある。アクセントは地域によって多様である。日本海航路による京阪語の影響を強く受けている。

## 音韻
地域全般にわたって、東日本方言と同じように母音を無声化させることが多い。また、佐渡・富山県・能登でシとス、チとツ、ジとズの混同があり、富山県・能登でイ段とエ段の混同がある。東北方言ほどではないが、イ段・ウ段の母音は中舌母音 [ï]・[ɯ̈] となる傾向がある（裏日本式音韻）。また共通語のウ段音がオ段音になる現象がかなりの語で見られる。

## アクセント
北陸方言のアクセントは地域による違いが大きく、複雑に分布している。
富山県と、福井県の大野市・勝山市には、京阪式アクセントの変化した垂井式アクセントが分布する。石川県の能登にも、京阪式の変化した別体系のアクセントがあるが、型区別の曖昧な地域、無アクセント（輪島市旧大沢町地区）、内輪東京式アクセント（七尾市旧能登島町地区）の集落もある。石川県加賀地方のアクセントはまた別体系のアクセントで、福井県旧今庄町（現南越前町）にも加賀のものに近いアクセントがある。
富山県および石川県（白峰弁や能登の一部を除く）のアクセントは、拍の種類によって、アクセントがさらに変化している。拍の種類とは母音が広母音（/a, e, o/）か狭母音（/i, u/）か、また子音が有声子音か無声子音かなどである。富山県のアクセントは、典型的な垂井式を母体に、音の下がり目の直後の拍が広母音をもつ場合に、下がり目の後退を起こしているとみられる（例：イケガ→イケガ＜池が＞。アシガ＜足が＞は変化せず）。この特徴は、北奥羽方言や出雲方言の特徴と共通している。石川県でも似たような現象が起きているが、下がり目が後退する条件には地域差がある。また、佐渡のアクセントには垂井式とも能登式とも違う体系のアクセントがあるが、拍の種類による変化はない。また、福井県の嶺北平野部（福井市周辺）には無アクセントがある。また岐阜県に近い大野市旧和泉村地区は岐阜県と同じ内輪東京式アクセントである。
なお、福井県嶺南地方のうち、中心部の小浜市などは京阪式アクセントであり、三拍名詞の一部が違う変化（「兎」類が、京阪神で「うさぎ」、小浜で「うさぎ」型）をする以外、京阪神や四国の一部で用いられる主流京阪式とほぼ同じである。一方、両端の敦賀市や、舞鶴市寄りの高浜町では垂井式となっている。学界で主流とされる説では嶺南地方の方言を近畿方言に分類している。また、新潟県越後は東京式アクセントが使用される。1953年に東条操は、越後方言を東日本方言とし、佐渡と富山以西を西日本方言に区分した。

## 間投イントネーション
北陸方言に特徴的な要素に間投イントネーションが存在する。これは文節末で音節が上下に揺れる現象であり、「そうやね→そうやねぇえぇえ」、「あのね→あのぉんねぇ」のような抑揚が語尾や会話の区切りで現れる。

## 文法
1. 断定の助動詞には、佐渡を除き「や」「じゃ」を用いる。佐渡は「だ」を用いる。
2. 打消表現に「～ない」ではなく「未然形＋ん」を用いる[6]。
3. 共通語の「～ている」に対し、「～とる」を用いる（福井県越前を除く[7]）。富山県五箇山・石川県白峰では「～ちょる」[7]。
4. 形容詞の連用形は、ウ音便を用いる（例：白クなる→白ウなる）[6]。
5. ア・ワ行五段動詞も、ウ音便を用いる（例：買ウタ）[6]。
6. サ行イ音便がある（例：出シた→出イた）[6]。
7. 他の西日本方言にみられる「ヨー言わン」「ヨーやらン」といった能力否定形はみられない[8][9]。
8. 原因・理由を表す接続助詞に「サカイ」やその変形「サケ」「ケエ」（富山）などを用いる。
9. 「借る」を用いる。

以上は西日本共通の文法表現である。九州・中国・四国や兵庫県・岐阜県の一部などにある完了と継続の区別は北陸には一部にしかなく、京都・大阪周辺の近畿方言と共通する。敬語表現は、京都・大阪由来のものを用いる傾向がある。
「の」に当たる準体助詞（肥筑方言の「と」）は、富山県と石川県（小松市以北）で「が」またはその変形（石川県では近年「げん」と言うことが多い）、佐渡・加賀南部・福井県で「の（ん）」が用いられる。この「が」は近畿を挟んだ反対側である四国の高知県でも用いられるほか、新潟県越後にもこれの変化した「がん」があり、「越後の雁（がん）は食われんガン」と言う囃子言葉がある。
北陸方言で特徴的な助詞としては、富山県・石川県・福井県北部での命令を促す終助詞「ま」（例：はよ走れま＝早く走れよ）や疑問の終助詞「け」（：～ですか、の意味。近畿方言では男性的で粗野な表現とされるが、北陸方言では男女とも用いる親しみを込めた表現）、佐渡・富山県・能登での強調の終助詞「ちゃ」（例：そうやちゃ＝そうなんだよ）などがある。

## 語彙
日本海航路による京言葉の影響が見られる。
「馬鹿」に当たる悪態語としては「だら」（富山県・石川県）を用いる。福井県北部では「のくてー」「あほ」など、地域によって主に使用される悪態語が異なる。

## 下位方言
- 佐渡弁（新潟県佐渡地方）
- 西端越方言（新潟県糸魚川市旧青海町）
- 富山弁（富山県）
  - 呉東方言（富山県東部）
    - 魚津弁（富山県新川）

  - 呉西方言（富山県西部）
  - 五箇山方言（五箇山）
- 能登弁（石川県能登地方）
  - 海士方言（輪島市海士町） - 言語島
- 加賀弁（石川県加賀地方）
  - 北加賀方言（加賀地方北部）
  - 中加賀方言（加賀地方中部）
  - 南加賀方言（加賀地方南部）
  - 白峰方言（白山市旧白峰村） - 言語島
- 福井弁（福井県嶺北地方）
  - 三国方言（坂井市旧三国町）
  - 福井方言（嶺北地方平野部）
  - 今庄方言（南越前町旧今庄町）
  - 奥越方言（嶺北地方山間部）
  - 和泉方言（大野市旧和泉村）
- （嶺南方言（福井県嶺南地方） - 近畿方言に含むことが多いが、北陸方言に含む説[10]もある。）

## 比較表
|            | 高浜       | 小浜       | 敦賀       | 今庄※1     | 福井       | 三国※2     | 勝山       | 和泉※3     | 白峰※4     | 金沢       | 能登島※5                 | 大沢※6                   | 珠洲                     | 五箇山                   | 富山                     | 青海※7     | 佐渡       |
| ---------- | ---------- | ---------- | ---------- | ---------- | ---------- | ---------- | ---------- | ---------- | ---------- | ---------- | ------------------------ | ------------------------ | ------------------------ | ------------------------ | ------------------------ | ---------- | ---------- |
| アクセント | 垂井式     | 京阪式     | 垂井式     | 加賀式     | 無型       | 三国式     | 垂井式     | 内輪東京式 | 白峰式     | 加賀式     | 内輪東京式               | 無型                     | 京阪式亜型               | 垂井式                   | 垂井式                   | 垂井式     | 佐渡式     |
| イ→エ統合  | ×          | ×          | ×          | ×          | ×          | ×          | ×          | ×          | ×          | ×          | ○                        | ○                        | ○                        | ○                        | ○                        | （不明）   | ×          |
| 四つ仮名   | 二つ仮名弁 | 二つ仮名弁 | 二つ仮名弁 | 二つ仮名弁 | 二つ仮名弁 | 二つ仮名弁 | 二つ仮名弁 | 二つ仮名弁 | 二つ仮名弁 | 二つ仮名弁 | 一つ仮名弁（ズーズー弁） | 一つ仮名弁（ズーズー弁） | 一つ仮名弁（ズーズー弁） | 一つ仮名弁（ズーズー弁） | 一つ仮名弁（ズーズー弁） | 二つ仮名弁 | 二つ仮名弁 |
| 断定       | や、じゃ   | や、じゃ   | や、じゃ   | や、じゃ   | や、じゃ   | や、じゃ   | や、じゃ   | や、じゃ   | や、じゃ   | や、じゃ   | や、じゃ                 | や、じゃ                 | や、じゃ                 | や、じゃ                 | や、じゃ、だ、でぁ       | だ         | だ         |
| 「買った」 | コータ     | コータ     | コータ     | コータ     | コータ     | コータ     | コータ     | (不明）    | コータ     | コータ     | コータ                   | コータ                   | コータ                   | コータ                   | コータ                   | カータ     | コータ     |
| 形容詞     | ウ音便     | ウ音便     | ウ音便     | ウ音便     | ウ音便     | ウ音便     | ウ音便     | （不明）   | ウ音便     | ウ音便     | ウ音便                   | ウ音便                   | ウ音便                   | ウ音便                   | ウ音便                   | 語幹       | ウ音便     |
| ～している | ～しとる   | ～しとる   | ～しとる   | ～してる   | ～してる   | ～してる   | ～してる   | （不明）   | ～しちょる | ～しとる   | ～しとる                 | ～しとる                 | ～しとる                 | ～しちょる               | ～しとる                 | ～しとる   | ～しとる   |

- ※1　現南越前町（旧南条郡今庄町）。
- ※2　現坂井市（旧坂井郡三国町）。
- ※3　現大野市（旧大野郡和泉村）。
- ※4　現白山市（旧石川郡白峰村）。
- ※5　現七尾市（旧鹿島郡能登島町）。
- ※6　輪島市大沢町。
- ※7　現糸魚川市（旧西頚城郡青海町）。